# District d'Ocongate
Au Pérou, le district d'Ocongate est l’un des douze districts de la province de Quispicanchi située dans le département de Cusco.